# Milan-San Remo 1958
La 49e édition de la course cycliste, Milan-San Remo a eu lieu le 19 mars 1958 et a été remportée par Rik Van Looy. Il s'est imposé au sprint devant un groupe de 69 autres coureurs.

## Classement final
|    | Cycliste                | Équipe                   | Temps           |
| -- | ----------------------- | ------------------------ | --------------- |
| 1  | Rik Van Looy            | Faema                    | 6 h 41 min 09 s |
| 2  | Miquel Poblet           | Ignis-Doniselli          | m. t.           |
| 3  | André Darrigade         | Helyett-Potin-Hutchinson | m. t.           |
| 4  | Angelo Conterno         | Carpano                  | m. t.           |
| 5  | Giorgio Albani          | Legnano                  | m. t.           |
| 6  | Alfred De Bruyne        | Carpano                  | m. t.           |
| 7  | Alphonse van den Brande | Libertas-Dr. Mann        | m. t.           |
| 8  | Pierino Baffi           | Chlorodont               | m. t.           |
| 9  | Gilbert Bauvin          | Saint-Raphael            | m. t.           |
| 10 | 60 coureurs ex æquo     | -                        | m. t.           |